# Medina spinosa
Medina spinosa là một loài ruồi trong họ Tachinidae.